# فن ميوزي

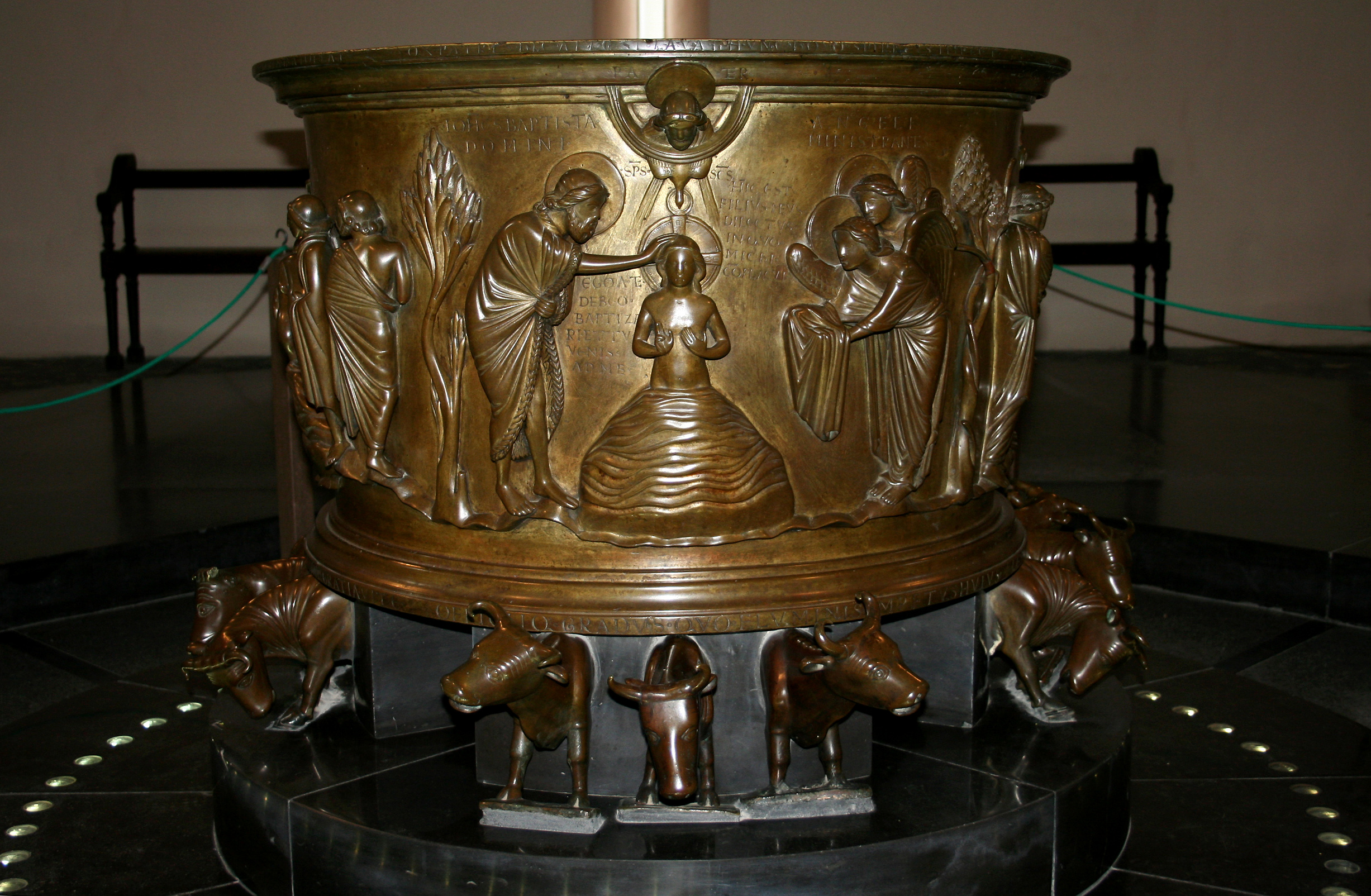

الفن الميوزي هو أسلوب فني إقليمي من وادي الميوز في بلجيكا وهولندا وألمانيا حاليًا. على الرغم من أن المصطلح ينطبق بالمعنى الأوسع على الفن القادم من هذه المنطقة خلال جميع الفترات، إلا أنه يُشير عمومًا إلى الفن الرومانسكي وعمارة الميوز الرومانسكية والنحت على الحجر والأعمال المعدنية والمينا المزجج وتذهيب المخطوطات التي وصلت إلى مستوى عال من التطور خلال كل من القرن الحادي عشر والثاني عشر والثالث عشر.

## تطور الفن الميوزي وانتشاره الجغرافي
يقع وادي ميوز في قلب الإمبراطورية الكارولنغية، وبالتالي فإن الأسلوب مستوحى إلى حد كبير من تراث تقاليد الفن الكارولينغي. وهكذا فإن الفن الميوزي يحتوي على عناصر كلاسيكية قوية تفصله عن الأسلوب الرومانسكي العالمي الذي شوهد في أماكن أخرى خلال تلك الفترة، على سبيل المثال في فرنسا وألمانيا وإيطاليا. مع ذلك، فهو يشترك مع العناصر الفنية الرومانية السائدة مثل معالجة الفراغ. على الرغم من أن فن الأيقونات في وادي الميوز في القرنين الحادي عشر والثاني عشر يعتمد إلى حد كبير على الإلهام التوراتي، فإن بعض التيجان المنحوتة بشكل متقن في الكنيستين الرئيسيتين في ماستريخت، تصور مشاهد للعديد من جوانب الحياة اليومية، بالإضافة إلى صور من عالم خيالي مثير للاهتمام.
تشكلت منطقة الميوز إلى حد كبير من خلال حدود أسقفية لياج، التي كانت لها روابط سياسية قوية مع أباطرة الإمبراطورية الرومانية المقدسة وكذلك مع أساقفة كولونيا. كانت المراكز الفنية الرئيسية في المنطقة هي مدن لياج وهوي ودينانت وتونغيرين وماستريخت ورورموند وآخن، بالإضافة إلى عدد من الأديرة المهمة مثل سينت ترويدن وألدينيك وهيركينرود وأفيربود ومونستربيلزن وسوستيرن وسينت أوديلينبيرغ ورولدوك وبورتشيد وكورنليمونستر وستافيلوت ونيفيل وأولن وفلورفي وفلون وسيلز وغيمبلوكس. كان للفن الميوزي في ذروته تأثير قوي على المناطق المجاورة ولا سيما على فن راينلاند (كولونيا، بون).

## النقاط البارزة من الفن الميوزي
وصف مؤرخو الفن الميوزي الرومانسكي بأنه العصر الذهبي الأول للفن الهولندي (قبل الرسم الهولندي المبكر والرسم الهولندي من العصر الذهبي). لا يشمل مصطلح الفن الميوزي عادة على أدب العصور الوسطى على الرغم من أنه يمكن اعتبار هاينريش فون فيلديك أول شاعر يكتب باللغة الهولندية الوسطى (بالإضافة إلى اللغة الألمانية الوسطى).

### العمارة
يمكن اعتبار عمارة الميوز فرعًا متميزًا من العمارة الرومانسكية، وهي عبارة عن أسلوب إقليمي أنتج كنائس مهيبة في آخن ولياج وماستريخت، وكذلك الأديرة في المناطق الريفية. يُعد الأسلوب الميوزي المطور بالكامل في القرن الثاني عشر مزيجًا بين تقاليد وادي الميوز القديمة والتأثيرات الأجنبية القادمة بشكل أساسي من راينلاند وإيطاليا. تُعد الواجهة الغربية المغلقة (ويستويرك) إحدى العوامل البارزة في عمارة الميوز ولسوء الحظ، فقد دُمرت بعض من أكبر الكنائس، ولا سيما كاتدرائية لياج ودير ستافيلوت وسينت ترويدن.